# برونو سزار (بازیکن فوتبال برزیلی)
برونو سزار (انگلیسی: Bruno César؛ زادهٔ ۳ نوامبر ۱۹۸۸) بازیکن فوتبال اهل برزیل است.
از باشگاه‌هایی که در آن بازی کرده‌است می‌توان به باشگاه ورزشی بنفیکا، باشگاه ورزشی اشتوریل پرایا، باشگاه فوتبال اسپورتینگ، باشگاه فوتبال پالمیراس، باشگاه فوتبال کورینتیانس، باشگاه فوتبال الاهلی عربستان سعودی، باشگاه فوتبال گرمیو، و باشگاه ورزشی باهیا اشاره کرد.
وی همچنین در تیم ملی فوتبال برزیل بازی کرده‌است.